# مغرب هيبدو
ماروك إيبدو الدولية ، أو ماروك إيبدو ، هي جريدة أسبوعية مغربية لمعلومات عامة باللغة الفرنسية، أنشئت في تشرين الثاني / نوفمبر 1991 من قبل محمد السلهامي ويقع مقرها في الدار البيضاء.
هذه المجلة هي مستقلة عن أي حزب سياسي أو نقابة أو جماعة أو جمعية. متوجهة إلى مديري المغربي الشتات، المجلة تصدر خارج المملكة المغربية في أوروبا (ألمانيا، بلجيكا، فرنسا إسبانيا، إيطاليا) وأمريكا الشمالية (كندا والولايات المتحدة).

## التاريخ
تأسست تحت اسم ماروك إيبدو من قبل الصحفي محمد السلهامي، وصدر العدد الأول في 25 بمعدل 5 درهم. في 10 شباط / فبراير 1996 (no 212)، أصبح اسمها  المغرب ابدو الدولي ، ويمتد توزيعها إلى أبعد من المملكة المتحدة بفضل اتفاق مع NMPP. هذا العام، تم إنشاء الموقع الإلكتروني للمجلة ء · , في حين أن المغرب قد يكتشف الانترنيت. في 14 يناير 2005 (no 635)، تم تمريرها إلى شكل التابلويد، والسعر الذي كان آنذاك 8 درهم أصبح 15 درهم.

## الخلافات
في 2012، اثارت المجلة كثير من الانتقادات العنصرية بسبب عدد بعنوان «خطر نوير» وبه ظهر وجه المهاجرين من جنوب الصحراء الكبرى.
في حزيران / يونيو 2015 أثار العدد 1122 ردود الفعل في المغرب وأماكن أخرى، ولا سيما على الشبكات الاجتماعية، لأنه اأخد موقفا من المثليين، بسبب العنوان: «هل يجب علينا حرق الشواذ؟» 